# Репрезентација Литваније у хокеју на леду
Хокејашка репрезентација Литваније (литв. Lietuvos vyrų ledo ritulio rinktinė) представља Литванију на међународним такмичењима у хокеју на леду и под окриљем је Савеза хокеја на леду Литваније.
Литванија је постала пуноправна чланица ИИХФ 19. фебруара 1938. и исте године је и дебитовала на Светском првенству у Чехословачкој. Тада су Литванци заузели 11. место у конкуренцији 14 екипа. Када је Литванија 1944. ушла у састав СССР њена репрезентација није учествовала на међународним такмичењима, а рад репрезентације је обновљен након обнове независности земље 1992. године.
На Светским првенствима учествовали су укупно 18. пута. У 2012. селекција Литваније се такмичи у оквиру Дивизије I, Група Б.
Тренутно се налази на 24. месту на ранг листи ИИХФ (март 2012).

## Резултати на светским првенствима
| Год.  | Место             | Пласман | Категорија (група)   |
| ----- | ----------------- | ------- | -------------------- |
| 1938. | Праг              | 11/14   | СП, Група а          |
| 1995. | Јоханезбург       | 2/10    | СП, Група Ц2         |
| 1996. | Каунас            | 1/8     | СП, Група Д          |
| 1997. | Талин             | 8/8     | СП, Група Ц          |
| 1998. | Мађарска          | 3/8     | СП, Група Ц          |
| 1999. | Ајнховен, Тилбург | 3/7     | СП, Група Ц          |
| 2000. | Пекинг            | 4/9     | СП, Група Ц          |
| 2001. | Гренобл           | 6/6     | Дивизија I, Група А  |
| 2002. | Нови Сад          | 1/6     | Дивизија II, Група Б |
| 2003. | Будимпешта        | 6/6     | Дивизија I, Група А  |
| 2004. | Електренај        | 1/6     | Дивизија II, Група Б |
| 2005. | Ајндховен         | 5/6     | Дивизија I, Група Б  |
| 2006. | Талин             | 2/6     | Дивизија I, Група Б  |
| 2007. | Љубљана           | 5/6     | Дивизија I, Група Б  |
| 2008. | Сапоро            | 4/6     | Дивизија I, Група Б  |
| 2009. | Вилњус            | 4/6     | Дивизија I, Група А  |
| 2010. | Тилбург           | 5/6     | Дивизија I, Група А  |
| 2011. | Кијев             | 5/6     | Дивизија I, Група Б  |
| 2012. | Криница           |         | Дивизија I, Група Б  |